# Bill Connors
Bill Connors (* als William A. Connors am 24. September 1949 in Los Angeles) ist ein US-amerikanischer Jazzgitarrist des Modern Jazz und Rockjazz. Er spielte mit Chick Coreas Return To Forever und mit Jan Garbarek.

## Leben und Wirken
Connors begann im Alter von vierzehn Jahren mit dem Gitarrenspiel. Nach autodidaktischen Studien von Rock- und Blues-Einflüssen spielte er auf Gigs mit lokalen Bands in der Gegend von Los Angeles. Bald fand er jedoch zum Jazz und wurde hierbei stark von Bill Evans, Jim Hall, Wes Montgomery, Scott LaFaro, Miles Davis, John Coltrane beeinflusst. Besonders prägte ihn aber Django Reinhardt.
Zunächst beschäftigte sich Bill Connors mit den Klängen der elektrisch verstärkten Gitarre,
ging 1972 nach San Francisco und wurde Mitglied der Band von Mike Nock („The Fourth Way“) mit dem Schlagzeuger Eddie Marshall und dem Bassisten Dennis Parker.
In dieser Zeit lernte er den Schlagzeuger und Vibraphonisten Glenn Cronkhite kennen, der ihn in Jazz unterrichtete. In San Francisco spielte Connors mit zahlreichen Musikern und war 1973 an der Einspielung von Julian Priesters ECM-Album Love Love beteiligt spielte außerdem mit Steve Swallow und dem Pianisten Art Lande.
Seinen ersten Ruhm erwarb er sich, als er – vermittelt durch Steve Swallow – 1973 Mitglied von Chick Corea’s Fusionband Return to Forever wurde, mit der er dessen Album Hymn of the Seventh Galaxy aufnahm.
Im April 1974, nach einer Tournee der Band durch Europe und Japan, verließ Bill  Connors Return To Forever wieder. Da ihm die musikalische Richtung des Bandleaders zu sehr in Richtung Rock ging, glaubte er in diesem Kontext seine Ideen nicht verwirklichen zu können. Außerdem störte er sich an dem gängelnden Führungsstil Coreas, der stark durch die Ideen von Scientology beeinflusst war.
Nach seinem Ausstieg bei Corea beschäftigte er sich intensiv mit dem Spiel der klassischen Gitarre. 1974 entstand sein erstes Soloalbum für das Jazzlabel ECM mit akustischer Gitarre.
Im Jahr 1977 spielte Connors mit den bekannten ECM-Musikern Jan Garbarek, Gary Peacock  und Jack DeJohnette sein wohl berühmtestes Album Of Mist And Melting ein.
1980 entstand noch ein zweites Soloalbum für ECM; 1977/78 arbeitete er mit Jimmy Giuffre, Lee Konitz und Paul Bley zusammen und nahm mit ihnen zwei Alben auf. Außerdem trat er mit Jean-François Jenny-Clark und Barre Phillips auf.
Danach wandte sich Connors in den 1980er Jahren wieder mehr der Fusionmusik zu; die Alben dieser Phase, wie Step It oder Double Up, kamen jedoch bei Kritik nicht an. Nachdem es lange Zeit still um ihn geworden war, erschien 2005 wieder ein Album von Bill Connors.

## Diskographische Hinweise

### Als Leader
- Theme to the Gaurdian (ECM, 1974)[7]
- Of Mist and Melting (ECM, 1977)
- Swimming with a Hole in My Body (ECM, 1979)
- Step It (1984)
- Double Up (1986)
- Assembler (1987)
- Return (2005)

### Als Sideman
- Chick Corea's Return to Forever: Hymn of the Seventh Galaxy (Polydor, 1974)
- Jimmy Giuffre: Giuffre /  Konitz / Connors / Bley (Improvising Artists, 1978)
- Lee Konitz & Paul Bley: Pyramid (Improvising Artists, 1977)
- Julian Priester: Love Love (ECM, 1973)